# Dreieck Kassel-Süd
Dreieck Kassel-Süd is een knooppunt in de Duitse deelstaat Hessen.
Op dit knooppunt sluit de A44 vanuit Dortmund aan op de A7 Flensburg - Füssen.

## Geografie
Het knooppunt ligt ten zuiden van de stad Kassel in de gemeenten Fuldabrück, Lohfelden en Söhrewald in het Landkreis Kassel. Nabijgelegen stadsdelen zijn Bergshausen, Dennhausen en Dittershausen van Fuldabrück en Crumbach van Lohfelden.
Het knooppunt ligt ongeveer 7 km ten zuiden van het centrum van Kassel, ongeveer 145 km ten oosten van Dortmund en ongeveer 45 km noordwesten van Bad Hersfeld.
Niet ver ten westen van het knooppunt stroomt de rivier de Fulda, die de A44 kruist via de Fuldatalbrücke Bergshausen.
Het knooppunt ligt aan de rand van het natuurgebied Meißner-Kaufunger Wald.

## Geschiedenis
In de oorspronkelijke plannen zou dit een dubbel trompetknooppunt worden. Waarbij de A44-oost ten zuiden van het bestaande knooppunt zou aansluiten op de A7. Maar door een wijziging in de plannen wordt de A44 vanuit niet hier, maar vanaf de afrit Kassel-Ost naar het oosten doorgetrokken zal worden.
Daarom is de brug die voor het zuidelijke trompetknooppunt werd gebouwd is in 1999 gesloopt.

## Configuratie
Rijstrook
Nabij het knooppunt heeft de A44 2x2 rijstroken, de A7 in richting het zuiden heeft 2x3 rijstroken. De A7 in richting het noorden heeft 2x4 rijstroken. De verbindingsweg van de A7-noord naar de A44 heeft één rijstrook, de andere verbindingswegen hebben twee rijstroken.
Knooppunt
Het is een trompetknooppunt.

## Verkeersintensiteiten
Dagelijks passeren ongeveer 90.000 voertuigen het knooppunt.
| Van                   | Naar                | Gemiddeld aantal voertuigen per dag | Percentage vrachtverkeer |
| --------------------- | ------------------- | ----------------------------------- | ------------------------ |
| AK Kassel-Mitte       | AD Kassel-Süd (A 7) | 62.800                              | 21,0 %                   |
| AD Kassel-Süd         | AS Guxhagen (A 7)   | 71.100                              | 19,3 %                   |
| AK Kassel-West (A 44) | AD Kassel-Süd       | 43.100                              | 24,7 %                   |

## Richtingen knooppunt
| Aansluitende wegen                              | Aansluitende wegen | Aansluitende wegen                   | Aansluitende wegen | Aansluitende wegen |
| ----------------------------------------------- | ------------------ | ------------------------------------ | ------------------ | ------------------ |
|                                                 |                    | richting Kassel / Hannover Hamburg   |                    |                    |
|                                                 |                    |                                      |                    |                    |
| richting Kreuz Kassel-West Paderborn / Dortmund |                    |                                      |                    |                    |
|                                                 |                    |                                      |                    |                    |
|                                                 |                    | richting Erfurt Würzburg / Frankfurt |                    |                    |